# 地方巧者
地方巧者（じかたこうしゃ）は、江戸時代に地方支配（じかたしはい）に精通した農政官僚。
旗本・御家人の官僚化が進んだ享保年間以降は、民間からの登用が目立ち、更にその中には地方支配に関する地方書の著者もいたことから、「地方巧者」という呼称が普及した。

## 主な地方巧者
- 大久保長安
- 伊奈忠次
- 伊奈忠治
- 田中休愚